# Carios yumatensis
Carios yumatensis är en fästingart som beskrevs av Cooley och Glen M. Kohls 1941. Carios yumatensis ingår i släktet Carios och familjen mjuka fästingar. Inga underarter finns listade.